# Methylviolett 6B
Methylviolett 6B ist ein violetter Triphenylmethanfarbstoff aus der Gruppe der kationischen Farbstoffe und ein wesentlicher Bestandteil von C.I. Basic Violet 1 (Trivialname Methylviolett). Die Verbindung wird in der Literatur mitunter mit Methylviolett gleichgesetzt.

## Geschichte
Charles Lauth erfand 1861 den Farbstoff Methylviolett, indem er N,N-Dimethylanilin mit verschiedenen Oxidationsmitteln wie beispielsweise Arsensäure umsetzte. Es handelte sich dabei um ein Gemisch methylierter Pararosaniline, das neben dem pentamethylierten Methylviolett 6B, das tetramethylierte Methylviolett 2B und das hexamethylierte Methylviolett 10B (Kristallviolett) enthielt. Aufgrund der geringen Lichtechtheit der erhaltenen Produkte wurde jedoch zunächst von einer industriellen Herstellung abgesehen. Erst die kostengünstige Synthese von N,N-Dimethylanilin durch Umsetzung von Anilin mit Methanol und Salzsäure im Autoklaven, anstelle der Methylierung von Anilin mit Iodmethan, verhalf der industriellen Synthese des Farbstoffs zum Durchbruch.

## Herstellung
Zur Herstellung von Methylviolett 6B wird N,N-Dimethylanilin mit Luftsauerstoff und Kupfersulfat als Katalysator oxidiert, wobei Phenol und große Mengen von Salz als Verdünnungsmittel verwendet werden. Das zentrale Kohlenstoffatom des Farbstoffs wird durch die Oxidation einer Methylgruppe des N,N-Dimethylanilins zu Formaldehyd geliefert.
Bei diesem Verfahren erhält man ein Reaktionsprodukt, das neben der pentamethylierten Verbindung auch die tetra- bis hexamethylierten Verbindungen enthält.

## Verwendung
Methylviolett 6B kann zum Färben von Seide, Wolle und mit Tannin gebeizter Baumwolle verwendet werden. Daneben wurde der Farbstoff in Tinten, Kopierstiften und Farbbändern für Schreibmaschinen eingesetzt.
Methylviolett 6B war nach der 1959 erlassenen Farbstoff-Verordnung unter der Bezeichnung „Pentamethyl-4,4'-diamino-fuchsonimoniumchlorid“ als Farbstoff zum Stempeln der Oberfläche von Lebensmitteln und Lebensmittelverpackungen sowie zum Färben von Eierschalen erlaubt.
Methylviolett 6B ist die Basis für Pigment Violet 3 (C.I. 42535:2), ein Pigment, bei dem das Chlorid durch das Anion der Phosphormolybdänsäure oder Phosphorwolframsäure ersetzt ist.

## Externe Links zu erwähnten Verbindungen
1. ↑  Externe Identifikatoren von bzw. Datenbank-Links zu Methylviolett 2B:  CAS-Nr.: 84215-49-6, EG-Nr.: 282-455-7, ECHA-InfoCard: 100.074.935, PubChem: 91997555, ChemSpider: 21164086, Wikidata: Q27162319.